# تپه رجب کتی
تپه رجب کتی مربوط به هزاره ۱- دوران‌های تاریخی پس از اسلام است و در بابل، میر بازار، ۱۲ کیلومتری جاده آسفالته بابل به بابلسر واقع شده و این اثر در تاریخ ۱۹ اردیبهشت ۱۳۵۶ با شمارهٔ ثبت ۱۳۹۸ به‌عنوان یکی از آثار ملی ایران به ثبت رسیده است.